# Hyperacrius fertilis
Hyperacrius fertilis је јужноазијска врста волухарице.

## Распрострањење
Ареал врсте је ограничен на две државе. Пакистан и Индија су једина позната природна станишта врсте.

## Станиште
Станиште врсте су шуме од 2.450 до 3.600 метара надморске висине.

## Угроженост
Ова врста се сматра рањивом у погледу угрожености врсте од изумирања.